# Supanida Katethong
Supanida Katethong (Thai: ศุภนิดา เกตุทอง; * 26. Oktober 1997 in Bangkok) ist eine thailändische Badmintonspielerin.

## Karriere
Supanida Katethong siegte 2014 bei den Singapore International, 2015 bei den Thailand International, den Smiling Fish International und den Sri Lanka International. 2018 war sie bei den Indonesia International und den Spanish International erfolgreich, 2019 bei den Iran Fajr International und den Mongolia International. Bei den Olympischen Spielen 2024 in Paris wurden sie im Dameneinzel Neunte.

## Erfolge

### Südostasienspiele
Dameneinzel
| Jahr | Ort                                                | Gegner           | Ergebnis     | Resultat |
| ---- | -------------------------------------------------- | ---------------- | ------------ | -------- |
| 2023 | Morodok Techo Badminton Hall, Phnom Penh, Cambodia | Lalinrat Chaiwan | 21–12, 21–14 | Gold     |

### BWF World Tour
Dameneinzel
| Jahr | Wettbewerb       | Level     | Gegner                | Ergebnis            | Resultat |
| ---- | ---------------- | --------- | --------------------- | ------------------- | -------- |
| 2022 | India Open       | Super 500 | Busanan Ongbumrungpan | 20–22, 21–19, 13–21 | Finalist |
| 2023 | US Open          | Super 300 | Gao Fangjie           | 21–15, 21–16        | Sieger   |
| 2024 | Thailand Masters | Super 300 | Aya Ohori             | 21–18, 17–21, 13–21 | Finalist |
| 2024 | Spain Masters    | Super 300 | Ratchanok Intanon     | 12–21, 9–21         | Finalist |
| 2024 | Thailand Open    | Super 500 | Han Yue               | 21–16, 25–23        | Sieger   |

### BWF International Challenge/Series
Dameneinzel
| Jahr | Wettbewerb              | Gegner                   | Ergebnis                   | Resultat |
| ---- | ----------------------- | ------------------------ | -------------------------- | -------- |
| 2014 | Singapur International  | Millicent Wiranto        | 21–11, 22–20               | Sieger   |
| 2015 | Thailand International  | Kim Hyo-min              | 21–16, 21–16               | Sieger   |
| 2015 | Smiling Fish            | Sarita Suwannakitborihan | 21–14, 21–17               | Sieger   |
| 2015 | Sri Lanka International | Sabrina Jaquet           | 17–21, 21–11, 12–6 retired | Sieger   |
| 2018 | Indonesia International | Aurum Oktavia Winata     | 19–21, 16–21               | Finalist |
| 2018 | Spanish International   | Michelle Skødstrup       | 11–21, 15–21               | Finalist |
| 2019 | Iran Fajr International | Choirunnisa              | 21–16, 21–13               | Sieger   |
| 2019 | Mongolia International  | Sim Yu-jin               | 21–19, 19–21, 21–9         | Sieger   |

Damendoppel
| Jahr | Wettbewerb   | Partner            | Gegner                                      | Ergebnis    | Resultat |
| ---- | ------------ | ------------------ | ------------------------------------------- | ----------- | -------- |
| 2015 | Smiling Fish | Panjarat Pransopon | Thidarat Kleebyeesoon Ruethaichanok Laisuan | 21–13, 21–8 | Sieger   |